# Brev från min kvarn
Brev från min kvarn (franska: Lettres de mon moulin) är en novellsamling från 1869 av den franske författaren Alphonse Daudet. Novellerna utspelar sig till största delen i Provence och har en lättsam ton med rötter i lokala skrönor och folksägner. Daudet hade själv flyttat från Paris till Provence och novellerna är skrivna ur en före detta parisares perspektiv. Några av novellerna hade tidigare publicerats i tidningar som Le Figaro och L'Evénement, de tidigaste 1865. Boken gavs ut på svenska 1930 i översättning av Thord Lundgren. En ljudbok inläst av Hans Alfredson gavs ut 2008.
Tre av novellerna låg till grund för Marcel Pagnols film Brev från min kvarn från 1954. År 1968 gjorde Pagnol en TV-film av en fjärde novell från samlingen.